# Direct-to-video
Direct-to-video (с англ. — «непосредственно на видео», также употребляется, как straight-to-video) — устоявшееся англоязычное выражение, используемое для обозначения категории малобюджетных либо неудачных с точки зрения кинопрокатных перспектив кинокартин.
Другим случаем является выпуск картины, не планирующейся к показу на широких экранах, предназначающейся исключительно для домашнего просмотра. Фильмы direct-to-video выпускаются, как правило, без широкомасштабной рекламной кампании сразу на видеоносителе, без выхода в кинотеатральный прокат.
Эта стратегия распространения проектов была популярна до того, как потоковые платформы и стриминговые сервисы стали доминировать на рынках распространения теле- и кинопродукции.
Поскольку некачественные сиквелы или приквелы более высокобюджетных фильмов могут быть выпущены в формате direct-to-video, отзывы о релизах direct-to-video часто носят презрительный характер. Выпуск direct-to-video также стал прибыльным для независимых кинематографистов и небольших компаний. Некоторые жанровые фильмы direct-to-video (с известной звездой) могут принести доход свыше 50 миллионов долларов по всему миру.

## Причины выпуска прямого видеопроката
Производственная студия может решить не выпускать телешоу или фильм в общий прокат по нескольким причинам: низкий бюджет, отсутствие поддержки со стороны телевизионной сети, негативные отзывы, спорный характер фильма, то, что он может понравиться небольшой нише рынка, или просто отсутствие интереса широкой публики. Студии, ограниченные в ежегодном количестве фильмов, которым они предоставляют право выхода в прокат, могут решить снять готовый фильм с проката или вообще не показывать его в кинотеатрах. Студии получают доход от продажи и проката видеофильмов. Фильмы, выпущенные на видео, продаются в основном через красочные обложки, вместо рекламы, и не освещаются в таких изданиях, как «Киногид Леонарда Малтина».
Прямые видеорелизы исторически несут на себе клеймо более низкого технического или художественного качества, чем театральные релизы. Некоторые фильмы, выпущенные прямыми видеорелизами, — это фильмы, которые были завершены, но так и не вышли в кинотеатрах. Такая задержка часто происходит, когда студия сомневается, что коммерческие перспективы фильма оправдывают полноценный кинотеатральный релиз, или потому, что окно релиза уже закрылось. На сленге киноиндустрии такие фильмы называют «хранилищем». Подобно B-фильмам, которые показывали в кинотеатрах в середине 20-го века, в фильмах direct-to-video работают как бывшие звезды, так и молодые актёры, которые могут стать звездами в будущем.
Direct-to-video релизы могут быть сделаны для фильмов, которые не могут быть показаны в кинотеатрах из-за спорного содержания или потому, что затраты на театральный релиз не по карману компании-производителю.
Анимационные сиквелы и полнометражные эпизоды мультсериалов также часто выпускаются таким образом. Первым полнометражным анимационным фильмом, выпущенным на видео в США, был «Приключения мультяшек: Как я провёл каникулы» в 1990 году. Практика создания и выпуска регулярных художественных фильмов специально для видео не получила настоящего распространения до 1994 года, когда Disney выпустил «Возвращение Джафара» и Universal — «Земля до начала времен II: Приключение в Великой долине», ни один из которых не был предназначен для показа в кинотеатрах на каком-либо этапе своего производства.

К 1994 году каждую неделю появлялось в среднем шесть новых фильмов, снятых на видео. Эротические триллеры и боевики с рейтингом R были двумя наиболее успешными жанрами. Семейные фильмы стали более важными, чем эти жанры, позднее в 1990-х годах, поскольку розничные торговцы хранили больше копий фильмов-блокбастеров вместо большего количества наименований. Согласно Los Angeles Times:
Часто падение семейных фильмов живого действия в прокате является их сильной стороной на видео. Они привлекают семьи с маленькими детьми, которые могут сходить всего на пару фильмов в год, но будут смотреть многие видео по несколько раз. Подростки и молодые люди, которые определяют статистику кассовых сборов блокбастеров, держатся подальше от семейных фильмов.
Некоторые фильмы ужасов, не имевшие успеха в кинотеатрах, такие как «Колдовство», становятся успешными сериями фильмов, снятых на видео. Студии также могут выпускать сиквелы или спин-оффы успешных фильмов живого действия прямо на DVD из-за недостатка бюджета по сравнению с оригиналом.

### Порнография
Во время «золотого века порно» в 1970-х годах в прокат вышло множество порнографических фильмов, некоторые из которых стали одними из самых кассовых фильмов в годы их выхода и в порноиндустрии в целом. Ближе к 1980-м годам порнография начала переходить на видео, поскольку видео позволяло продюсерам работать с крайне низким бюджетом и отказаться от некоторых элементов кинопроизводства, таких как сценарии, а повышенная конфиденциальность и удобство смены формата были предпочтительны для целевого рынка.
В конце 1990-х годов и далее порнографы начали выпускать контент через сайты в Интернете.

## Релизы в физических форматах

### Фильмы, выпущенные в кинотеатрах в формате direct-to-video
Иногда студия, снимающая фильм, который был подготовлен как direct-to-video, выпускает его в кинотеатральный прокат в последний момент из-за успеха другого фильма с похожей тематикой или по решению студии. «Бэтмен: Маска Фантазма» — пример тому. Однако, несмотря на успех фильма у критиков, его кассовые сборы были очень низкими, что объясняется тем, что он вышел в прокат в последнюю минуту. Фильм имел гораздо больший коммерческий успех при последующем выпуске на домашнем видео.
В других случаях фильм, снятый на видео, может быть показан в кинотеатрах в ограниченном количестве, чтобы создать ажиотаж перед фактическим выходом фильма, как это было сделано для фильмов «Лига Справедливости: Кризис двух миров» и «Ворон: Жестокое причастие», «Бэтмен: Убийственная шутка» 2016 года или «Акулий торнадо» 2013 года.
Другие фильмы, вышедшие в прокат direct-to-video, также могут быть выпущены в кинотеатрах других стран.

### Премьера фильмов на дисках или DVD
Поскольку DVD постепенно вытеснили видеокассеты VHS, термин «direct-to-DVD» в некоторых случаях заменил «direct-to-video». Однако слово «видео» не обязательно относится к видеокассетам. Многие издания продолжают использовать термин «direct-to-video» для DVD или Blu-ray. Оба типа дисковых релизов также могут называться «direct-to-disc». Иногда используется новый термин «премьера DVD» (DVDP). Такие фильмы могут стоить всего 20 миллионов долларов, что составляет примерно треть от средней стоимости голливудского релиза. По данным Variety, «Американский пирог представляет: Музыкальный лагерь» продался миллионным тиражом за одну неделю, несмотря на то, что в нём остались только два актёра из оригинальной трилогии.
В последнее время в некоторых релизах direct-to-DVD, как правило, участвуют актёры, которые ранее были звездами с большой зарплатой. В 2005 году зарплаты некоторых из этих актёров, выходящих на DVD, составляли от 2 до 4 миллионов долларов (Жан-Клод Ван Дамм) и от 4,5 до 10 миллионов долларов (Стивен Сигал), в некоторых случаях превышая театральные ставки.